# آي باد (الجيل السادس)
آي باد 9.7 بوصة  أو آي باد 6 هو حاسوب لوحي صممته وقامت بتطويه وتسويقه شركة أبل، والذي اعلن عنه في 27 مارس 2018 في شيكاغو وهو خليفة آي باد 5، والجهاز يدعم القلم الرقمي من أبل. واستبدلته الشركة في سبتمبر 2019 بالجيل السابع من أجهزة آي باد.